# Allianz Riviera
Pour les articles homonymes, voir Allianz (stade).
Ne pas confondre avec l'Allianz Arena, un autre stade situé à Munich.
L’Allianz Riviera, aussi appelé stade de Nice et stade Riviera, est un stade multifonction situé dans le quartier Saint-Isidore à Nice dans les Alpes-Maritimes.
Inauguré le 22 septembre 2013 après un chantier de près de deux ans, l'enceinte niçoise comprend 36 178 places. L'Olympique Gymnaste Club de Nice y est club résident depuis. L'Allianz Riviera a accueilli plusieurs rencontres du championnat d'Europe de football 2016.

## Historique

### Premier projet annulé
Après l'échec en 2002 d'un premier projet visant à la reconstruction du stade du Ray, la municipalité de Jacques Peyrat annonce en décembre 2005, la construction d'un nouveau stade de 32 600 places dans la plaine du Var. Bien que fortement critiqué par un certain nombre d'acteurs politiques quant à son utilité et son format, le nouveau stade a pour objectif de remplacer le vétuste et octogénaire stade du Ray et de doter le club de football de l'OGC Nice d'une enceinte digne de ce nom et des moyens de développer un projet sportif ambitieux au sein de l'élite du football français et européen. Ce stade doit être construit dans la plaine du Var, dans le quartier Saint-Isidore. Les travaux de terrassement commencent en juillet 2006.
Cependant, un recours en justice suspend le chantier : le préfet des Alpes-Maritimes, considérant que le marché public entre la mairie de Nice et le consortium CARI-Spada devant construire et exploiter le stade, n'est pas conforme au code des marchés publics, car il n'indique pas le tarif à la charge des spectateurs (ce qui fut également le cas pour le projet du stade de France, irrégularité qui n'a pas été relevée), demande en référé l'arrêt du chantier. Le tribunal administratif de Nice et la cour administrative d'appel de Marseille font droit à cette requête en août puis octobre 2006 et prononcent la suspension du chantier dans l'attente du jugement sur le fond. L'examen du dossier sur le fond, en décembre 2006, amène ensuite le tribunal administratif de Nice à prononcer l'annulation du marché public concerné. En marge de cette affaire, le procureur de la République Éric de Montgolfier ouvre le 5 octobre 2006 une enquête préliminaire pour délit de favoritisme. Par la suite, un autre projet de stade, à financement exclusif de l'OGC Nice a, semble-t-il, été abandonné pour cause d'impossibilité de délivrer un permis de construire, en raison d'un plan d'aménagement de la plaine du Var ne permettant pas la construction d'un équipement dépourvu d'intérêt public.

### Nouveau projet

#### Mise en place
Le 20 octobre 2008, le nouveau député-maire de Nice Christian Estrosi relance le projet et annonce que le futur grand stade où évoluera l'OGC Nice sera livré « au plus tard en juin 2013 ». Le nouveau projet prévoit une enceinte de 35 000 à 40 000 places sur le terrain de Saint-Isidore, dans la plaine du Var. Le projet est confirmé par Christian Estrosi le 27 avril 2009 lors de la désignation de l'entreprise chargée de l'assistance à maîtrise d'ouvrage (AMO). Celle-ci est confiée par la commission d'appels d'offres de la ville au cabinet de conseil Pricewaterhousecoopers, aidé par un cabinet d'avocats et deux bureaux d'études. En octobre 2009, la ville suit les conclusions de l'assistant à maîtrise d’ouvrage en choisissant un partenariat public-privé pour financer la construction du stade, ce qui est, d'après le maire de Nice, la solution la plus avantageuse financièrement. Elle permettrait d'obliger l'opérateur privé partenaire à payer des pénalités en cas de retard de construction ainsi que de financer les éventuels surcoûts. Cette décision est entérinée quelques jours plus tard par le conseil municipal et l'appel d'offre est lancé.
En août 2010, le projet est publié par la Commission nationale du débat public. Il prévoit un coût de construction de 166 millions d'euros hors taxes, soit environ 200 millions d'euros toutes taxes comprises. Cependant, en octobre 2010, le coût est revu à la hausse et atteint désormais 245 millions d'euros toutes taxes comprises. Le magazine Capital indique qu'avec 634 euros par foyer fiscal, le nouveau stade niçois est celui qui a le coût le plus élevé parmi tous les stades en construction ou en rénovation retenus pour l'Euro 2016. L'État français devrait apporter dix-huit millions d'euros et le département des Alpes-Maritimes vingt millions d'euros. Dès la livraison du stade, son exploitation sera concédée durant vingt-sept ans à l'opérateur choisi, lequel assurera la maintenance et l'entretien en échange d'une redevance annuelle de la ville de Nice. Celle-ci devrait s'élever à 8,3 millions d'euros.
Le 11 octobre 2010, au palais Masséna, le maire de Nice annonce que le projet « pressenti » est celui de l'entreprise Vinci Concessions du groupe Vinci, associée à la Caisse des dépôts et consignations et à South Europe Infrastructure Equity Finance (SEIEF), une filiale du groupe financier Dexia et de la Banque européenne d'investissement. Ce projet fait appel à l'agence d'architecture Wilmotte & Associés de Jean-Michel Wilmotte. Les deux autres projets en lice, celui de l'entreprise Bouygues associée aux Ateliers Jean Nouvel et celui de CARI, ne sont donc pas retenus. Le choix du projet Vinci Wilmotte est confirmé lors du conseil municipal de la ville le 17 décembre 2010, après la phase de concertation publique du mois de novembre. Le permis de construire est déposé début 2011 et accordé fin juillet 2011. La construction du stade est assurée par Vinci Construction France en partenariat avec des entreprises niçoises. L'exploitation du stade et son entretien sont confiés à la société Nice Eco Stadium (NES) pour une durée de trente ans. Celle-ci est détenue à 50 % par Vinci Concessions, à 25 % par la Caisse des dépôts et consignations, et à 25 % par SEIEF. Le développement et la commercialisation des espaces commerciaux et de bureaux qui entoureront le stade seront confiés à une société détenue par Vinci Immobilier et Vinci Construction France.

#### Construction
Les travaux démarrent début août 2011 et se terminent en septembre 2013. À la fin du mois de mai 2012, la hauteur des murs de béton avait atteint la moitié de la hauteur totale du stade, soit une vingtaine de mètres sur 42. Au 1er juin 2012, la moitié du béton avait été coulée. Le gros œuvre a été terminé au début du mois de novembre 2012. Par ailleurs, l'installation de la charpente sur la poutre Atlas, qui fait le tour de l'enceinte et qui est mise en place de mi-septembre à mi-décembre 2012, débute en octobre 2012 pour se terminer à la mi-mars 2013,.

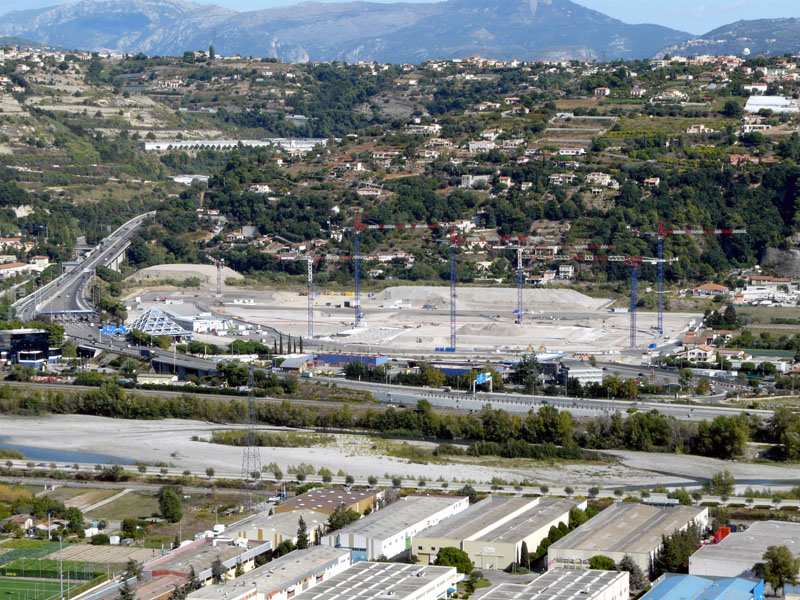
Octobre 2011.
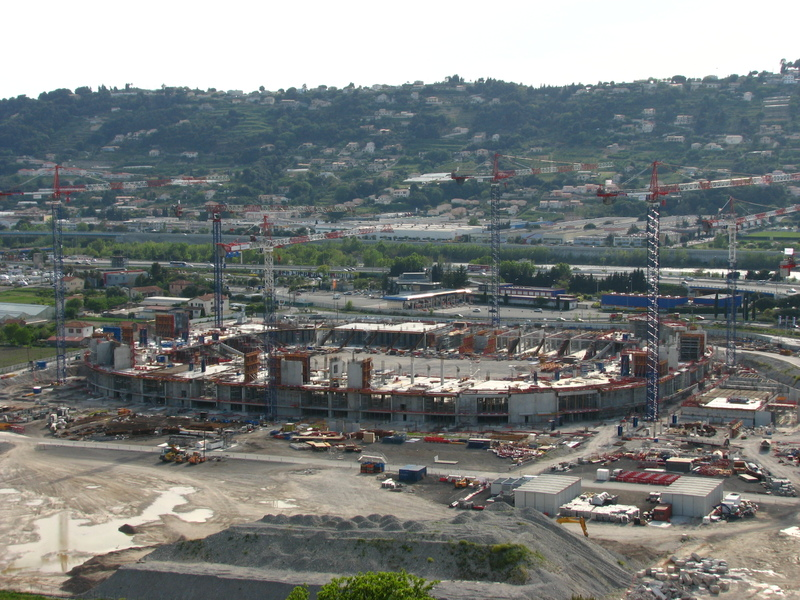
Avril 2012.
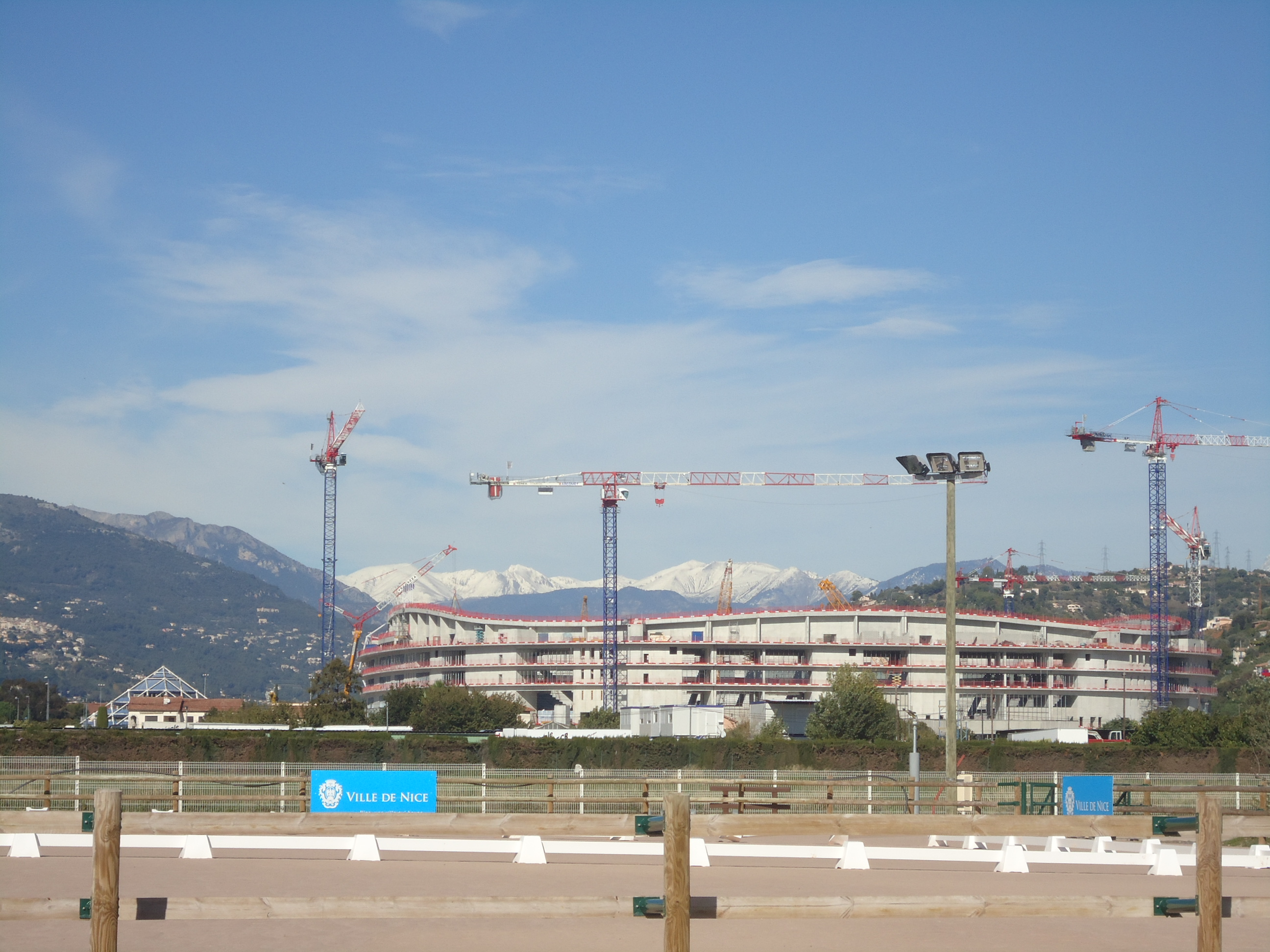
Novembre 2012.
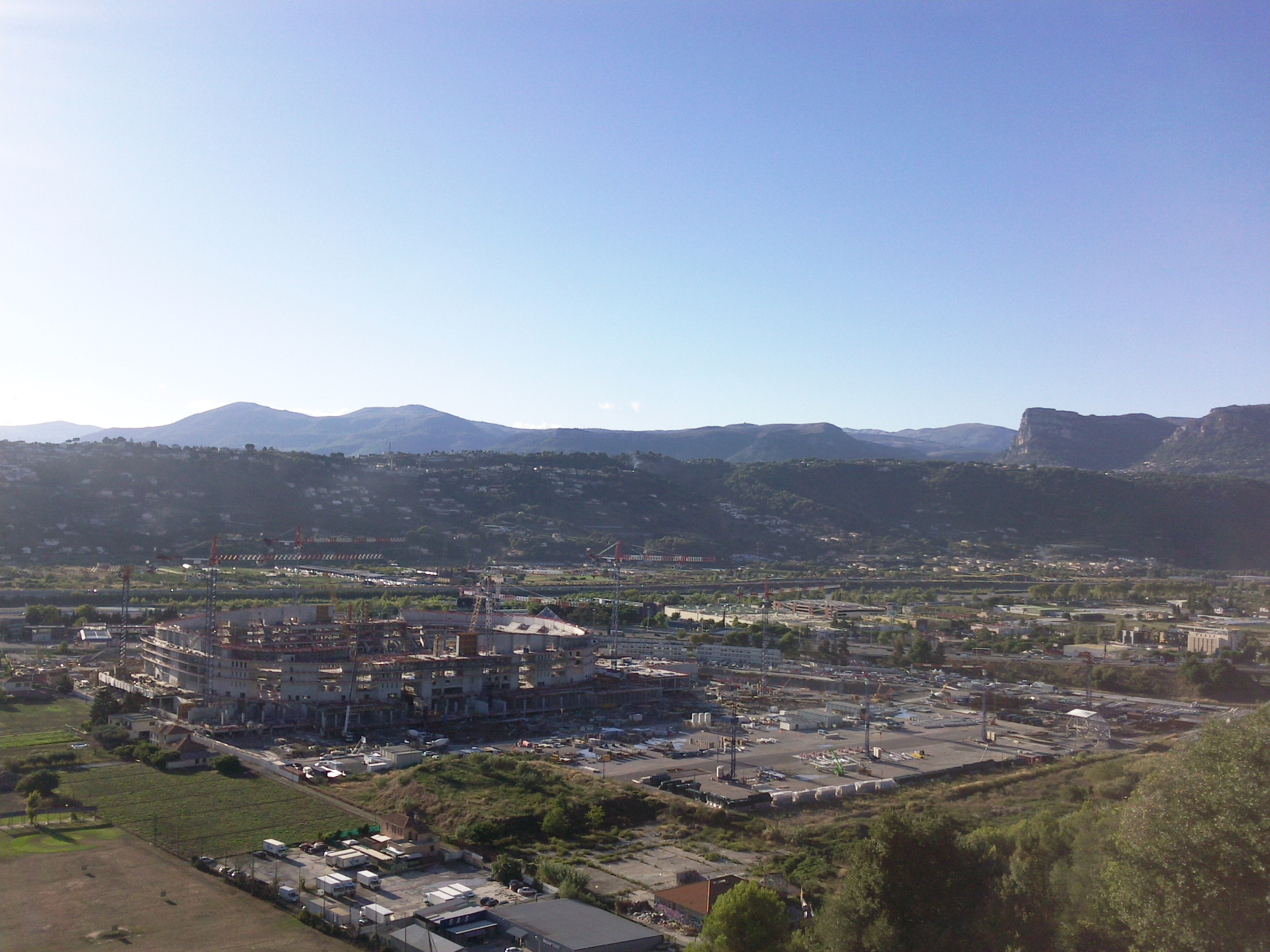
Novembre 2012.
Avril 2013.

### Procédure de sauvegarde
En 2020, les confinements liés à la pandémie de Covid-19 en France mettent en sommeil l'activité du stade qui voit les annulations des matchs de l'OGC Nice, des demi-finales du Top 14 (finalement organisées en 2022), du match de l'équipe de France de football contre la Croatie, d'un salon de la moto et d'une douzaine d'événements d'entreprises. Tous les bureaux, qui accueillent habituellement 200 personnes, sont fermés pendant les confinements.
Le 6 mai 2021, une procédure de sauvegarde est déclenchée pour la filiale de Vinci qui gère le stade, Nice Eco Stadium (NES),,. Avec l'un des taux de remplissage de stade les plus faibles de Ligue 1, l’Allianz Riviera n’a accueilli par ailleurs que deux concerts en huit ans, loin des objectifs initiaux, et sa société exploitante enregistre annuellement des pertes depuis au moins 2018. En juillet 2021, le stade se transforme en vaccinodrome le temps de deux journées.

## Caractéristiques
Le stade est de catégorie 3 dans le classement UEFA des stades. Son orientation est nord-sud et son terrain mesure 131 mètres sur 73.

### Nom
Le 6 juin 2010, le maire de Nice Christian Estrosi annonce que le projet de nouveau stade porte le nom d'« Olympic Nice Stadium ». Toutefois, il ne s'agit pas du nom donné au stade car celui-ci sera soumis à un contrat de parrainage négocié par Vinci. Pressenti dès le mois de mai 2012, l'assureur allemand Allianz acquiert le nom du stade le 23 juillet 2012 pour une durée de neuf ans en échange d'une annualité d'1,8 million d'euros et donne à l'enceinte le nom d'Allianz Riviera,. En janvier 2021, le contrat est renouvelé pour une période de neuf ans dans des conditions financières similaires.
Lors des compétitions européennes et internationales, le stade est désigné en tant que « stade de Nice » ou « stade Riviera ». En effet, les règles de plusieurs instances interdisent d'utiliser les noms de stade issus du naming, entre autres la FIFA, l'UEFA et World Rugby.

### Caractéristiques architecturales

La charpente en bois du stade sous la membrane en ETFE.

La charpente mixte bois/métal couvrant les gradins avec son porte-à-faux de 46 m a été réalisée par le groupement FARGEOT Lamellé Collé (Vinci) et SMB. 4 000 m3 de bois, 6 000 pièces de lamellé collé et 3 500 tonnes de métal la composent. Elle est surmontée d'un tirant en acier sur lequel est posée une membrane précontrainte. Celle-ci est en éthylène tétrafluoroéthylène (ETFE) transparent pour la partie qui recouvre l'arrière des tribunes (la structure en bois est donc visible depuis l'extérieur du stade) ainsi que pour l'extrémité du toit des tribunes. Toutefois, la plus grande partie de ce toit est constitué d'une membrane précontrainte en PVDF (polyfluorure de vinylidène ou polychlorure de vinylidène) translucide ce qui assure la filtration de la lumière naturelle. L'entreprise Serge Ferrari a fourni en couverture la membrane composite translucide Précontraint® 1202 S2. Celle-ci assure le confort des spectateurs grâce à une lumière naturelle diffuse ainsi que leur protection en cas d’intempéries. Complément d’absorption acoustique dans les très hautes fréquences, elle participe également au contrôle de la réverbération sonore au cœur de l’enceinte sportive. 100 % recyclables, les 13 600 m2 de membrane s’inscrivent dans la démarche de respect environnemental souhaitée par la maîtrise d’ouvrage et par l’architecte Jean-Michel Wilmotte.

### Tribunes

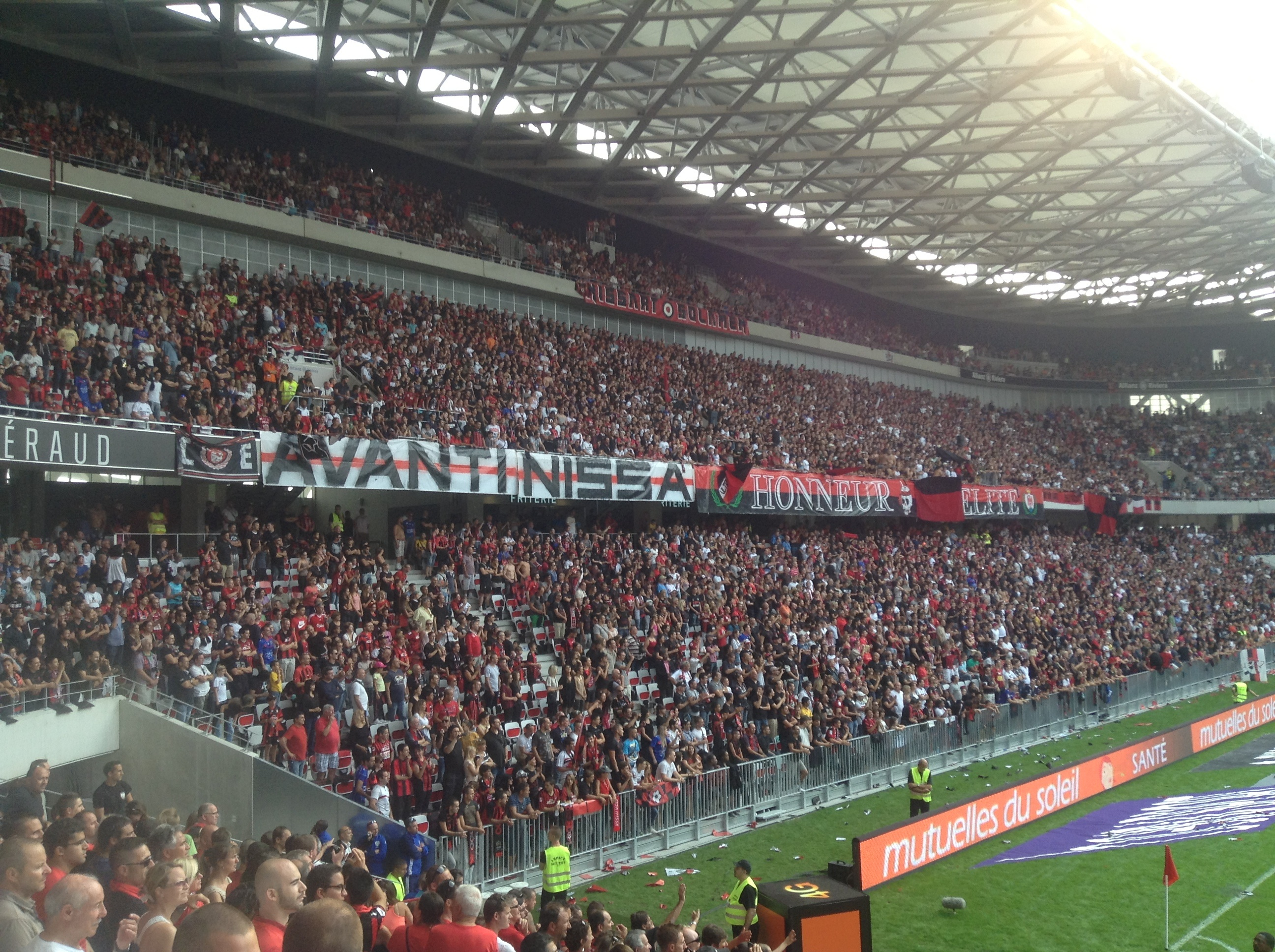
La tribune Populaire Sud.

La capacité du stade est de 36 178 sièges dont une capacité commerciale de 35 624 places en configuration football et de 34 615 places en configuration rugby,. Il comporte trois niveaux : les premier et second niveaux contiennent chacun entre 13 000 et 14 000 places, et le dernier niveau, plus petit, offre environ 8 000 places. Le « grand public » bénéficie d'environ 30 000 places réparties sur tous les niveaux ; la tribune présidentielle, au centre du second niveau côté ouest, contient quant à elle 400 places, et la tribune « affaires et prestige » un peu plus de 3 000 places. La tribune accueillant les supporters de l'équipe visiteur (lors des matchs de football) se trouve dans le coin nord-est du stade et dispose de 1 760 places, la tribune de presse, au troisième niveau côté ouest, peut accueillir près de 200 personnes, et 240 places sont réservées aux personnes à mobilité réduite. Le stade dispose en outre de loges d'une capacité totale de 600 places situées sur les côtés est et ouest en haut du deuxième niveau. Il y a en tout 4 000 sièges VIP : 600 en loges/box, 400 en salon présidentiel, et 3 000 places pour les six autres salons (salons « baie des Anges », « Saleya », « brasserie des aiglons », « fan club rouge & noir », « pub 1904 » et « Azur »). Par ailleurs, les tribunes au nord et au sud sont rétractables, permettant ainsi de passer d'une configuration football à une configuration rugby et inversement.
Au cours de la phase de construction, la couleur des sièges du stade est l'objet d'une polémique suscitée par les protestations d'une partie des supporteurs de l'OGC Nice,. Ces derniers pensent savoir que l'architecte Jean-Michel Wilmotte souhaite utiliser le jaune ou le gris, ce qui n'est pas conforme aux couleurs du club. Une pétition est lancée fin avril 2012 dans le but d'opter pour le rouge et le noir. Peu après, Christian Estrosi dément la rumeur et déclare qu'il « n'imagine pas que [les sièges] soient autrement que rouge et noir. » Dans le même temps, Jean-Michel Wilmotte assure que même si aucune décision n'a encore été prise, il imagine des sièges dont la partie sur laquelle s'assoient les spectateurs est grise, et le reste est rouge ou noir. Ceci permettrait de distinguer de loin « des rayures rouges et noires ; ou bien un logo rouge sur fond noir ou l'inverse. » Il promet d'en discuter avec les supporteurs. Finalement, les sièges installés sont gris clair, leurs fixations noires, et un autocollant rouge leur est apposé sous l'assise.
Le choix des noms des quatre tribunes est soumis à une procédure de sélection en deux phases. La première réduit l'ensemble des propositions reçues par la mairie de Nice à partir du 8 septembre 2012 aux dix noms les plus cités. La seconde consiste à faire choisir par un jury les quatre noms finaux. Le jury est composé de Christian Estrosi, Gilles Veissière (son adjoint délégué aux sports), Jean-Pierre Rivère (président de l'OGC Nice), Xavier Lortat-Jacob (directeur général de Nice Eco Stadium), et cinq représentants de clubs de supporters. Le 20 octobre 2012 sont dévoilés les dix noms présélectionnés. Il s'agit d'anciens footballeurs de l'OGC Nice (Adams, Bjeković, Gonzales et Nurenberg), de personnages historiques et d'hommes politiques niçois (Garibaldi, Masséna, Médecin - pour Jean et Jacques Médecin - et Ségurane), ainsi que du terme « Sud » et du toponyme « Ray » (en référence au stade du Ray). Les quatre noms retenus sont annoncés le 14 décembre 2012. Il s'agit de « Garibaldi » pour la tribune est, « Ségurane » pour la tribune ouest, « Ray » pour la tribune nord et « populaire sud » pour la tribune sud,.
Après les incidents survenus durant le match de football Nice-Marseille du 22 août 2021, plusieurs mesures sont prises afin de mieux sécuriser le stade. Il est décidé d'installer un filet anti-projectiles de 15 mètres de haut et 70 mètres de large devant les tribunes populaire sud et Ray, ainsi qu'à terme un autre filet devant la tribune visiteurs. De plus, afin de décourager les envahissements de terrain, les quatre premières rangées de siège les plus proches du terrain seront rétractées à chaque match, entrainant l'inutilisation de 500 à 600 sièges ; la première ligne se trouvant alors à 2,62 mètres du sol.

### Concerts et spectacles
En dehors des rencontres sportives, le stade peut accueillir d'autres événements tels que des concerts. Lors de ces derniers, si la scène est placée latéralement (devant l'un des deux virages), la capacité du stade est de 34 834 spectateurs dont 10 000 sur la pelouse. Si elle est placée au centre, le stade peut accueillir 44 624 personnes dont 9 000 sur la pelouse. Ce nombre reste inférieur à la capacité maximale du stade Charles-Ehrmann (56 500 spectateurs pour les concerts) situé non loin.

### Autour de l'enceinte

Le musée national du Sport.

Le stade est multifonctionnel, il intègre des espaces de restauration, des commerces, des bureaux, des services ainsi que le musée national du Sport (depuis 2014). Son socle ainsi que ses alentours doivent à terme abriter environ 29 000 mètres carrés d'espaces commerciaux et de bureaux. Le musée national du Sport, au nord du stade, dispose de 5 000 mètres carrés. Le parking, enterré, a une capacité de 1 450 places situées sous les tribunes ainsi qu'à l'est du stade. La ligne 3 du tramway de Nice dessert le stade avec deux arrêts depuis novembre 2019.

### Écologie
Le projet se veut écologique. Le choix d'une structure en bois plutôt qu'en métal est ainsi censé permettre une réduction des émissions de CO2. Des panneaux photovoltaïques d'une surface totale de 7 500 mètres carrés seront aussi posés sur le toit, et seront complétés par 6 000 mètres carrés sur le toit du parking enterré des bus et 2 500 mètres carrés sur le toit d'un des bâtiments situés à côté du stade et le long d'une « allée solaire ». Le stade devrait ainsi produire trois fois plus d'énergie qu'il n'en consomme. De plus, la ventilation des locaux est présentée comme étant naturelle et devrait utiliser les vents de la plaine du Var pour rafraîchir l'air par le biais d'un système de mur soufflant. La membrane Précontraint Serge Ferrari utilisée en toiture est 100 % recyclable et éco-conçue.

## Une sécurisation complexe et difficile
En 2022, le président de l'OGC Nice Jean-Pierre Rivère déclare en conférence de presse : « ce stade est quasiment impossible à sécuriser dans sa conception actuelle » et met en cause la capacité pour les spectateurs de circuler d'une tribune à l'autre, hormis le parcage visiteurs. Des faiblesses sécuritaires évoquées lors de précédents incidents :
Lors de Nice - Saint-Étienne (24/11/2013)
Le 24 novembre 2013, un mois après son inauguration, l'Allianz Riviera est le lieu de sérieux incidents lors de la rencontre entre l'OGCN et l'AS Saint-Étienne (0-1),. Des supporters stéphanois décrochent des dizaines de sièges et les jettent vers le public niçois,. Une quinzaine d'entre eux escaladent la barrière séparative. Dans le même temps quelques supporters niçois font le tour du stade pour en découdre. Les individus ayant franchi la barrière sont refoulés par les CRS vers leur tribune. Dans la précipitation, l'un tombe et se retrouve suspendu par les bras au-dessus du vide. Huit personnes, dont deux stadiers, sont légèrement blessées. Les supporters stéphanois présents sont évacués du stade avant le coup d'envoi et repartent vers Saint-Étienne sans assister à la rencontre.
Les présidents des deux clubs, Jean-Pierre Rivère pour l'OGC Nice et Roland Romeyer pour Saint-Étienne, se renvoient la responsabilité des incidents,. Le directeur de la sécurité publique des Alpes-Maritimes dément le caillassage du bus des stéphanois, évoqué comme une cause possible des violences,. Néanmoins une des sociétés de transport des supporters stéphanois dépose plainte, une vitre latérale extérieure d'un de ses bus ayant été brisée par un projectile avant l'entrée dans le stade. Le ministre de l'Intérieur Manuel Valls en appelle aux présidents de clubs et dénonce des pseudo-supporters. La ministre des Sports, Valérie Fourneyron, condamne également les échauffourées. Frédéric Thiriez, président de la L.F.P. évoque une interdiction des déplacements de supporters,. La sécurité de l'OGCN annonce un dépôt de plainte pour dégradations volontaires, environ 200 sièges ayant été brisés.
Devant l'ampleur des dégradations, la police procède dans les jours qui suivent à plusieurs interpellations et deux supporters sont incarcérés, l'un stéphanois, l'autre niçois,,. Les avocats des supporters interpellés dénoncent un excès de précipitation, un avion ayant été affrété pour emmener les six stéphanois à Nice à une première audience. Une audience de jugement se déroule au tribunal correctionnel de Nice le 26 décembre 2013. Des peines d'emprisonnement avec sursis et des interdictions de stade sont prononcées. La Fédération française de football, la Ligue professionnelle de football et la ville de Nice sont accueillies en leur constitution de partie civile. L'AS Saint-Étienne et l'OGC Nice sont en revanche déboutés. L'audience civile destinée à fixer le montant des réparations à verser aux parties civiles est fixée au 15 avril 2014.
Des observateurs pointent la sécurité du stade et la fragilité des sièges. Ils relèvent également un parcage visiteur non étanche, la tribune visiteuse n'étant pas cloisonnée par des grillages ou des filets évitant les jets de projectiles.
La Commission de discipline inflige à l'AS Saint-Étienne un match à huis clos ferme plus un match à huis clos avec sursis sur la tribune Jean-Snella du stade Geoffroy-Guichard. L'OGC Nice écope d'une amende de 15 000 euros en sa qualité de club organisateur. Les sanctions sont globalement confirmées en appel, le second huis-clos, avec sursis, pour la tribune Snella, se transformant toutefois en huis-clos ferme.
Lors de Nice - Bastia (18/10/2014)
À la fin du match Nice-Bastia du 18 octobre 2014 (0-1), une centaine de supporters débordent les stadiers et font irruption sur la pelouse après que des échauffourées aient éclaté entre joueurs de Nice et de Bastia, et entre des joueurs de Bastia et des stadiers à la suite du déploiement par le portier insulaire réserviste, Jean-Louis Leca, d'un drapeau corse. Quatre supporters niçois sont placés en garde à vue et convoqués devant le tribunal correctionnel de Nice le 15 décembre 2014 pour envahissement de la pelouse et état d'ivresse dans une enceinte sportive. Le directeur départemental de la sécurité publique Marcel Authier suggère alors de « cloisonner une partie du stade pour éviter les déplacements de supporters entre tribunes lors de matchs tendus » alors que la direction du stade défend une « conception [qui] répond à une vision et à un cahier des charges modernes favorisant l'ouverture et la convivialité ».
Lors de Nice - Marseille (22/08/2021)
Le 22 août 2021, lors d'une rencontre comptant pour le championnat de France de football, des projectiles sont lancés par des supporteurs niçois sur le terrain et touchent le joueur marseillais Dimitri Payet, déclenchant des scènes de violence sur le terrain et l'interruption du match pour une heure et demie.
En réponse à ces nouveaux incidents, le président de l’OGC Nice Jean-Pierre Rivère déclare que le nouveau dispositif de sécurité dans le stade comprend la pose de filets, l'interdiction de bouteille d'eau dans le stade, remplacées par des gobelets et le retrait des premières rangées de fauteuil pour rendre l’invasion du terrain plus difficile.

## Événements au stade

### Football

#### OGC Nice: club résident

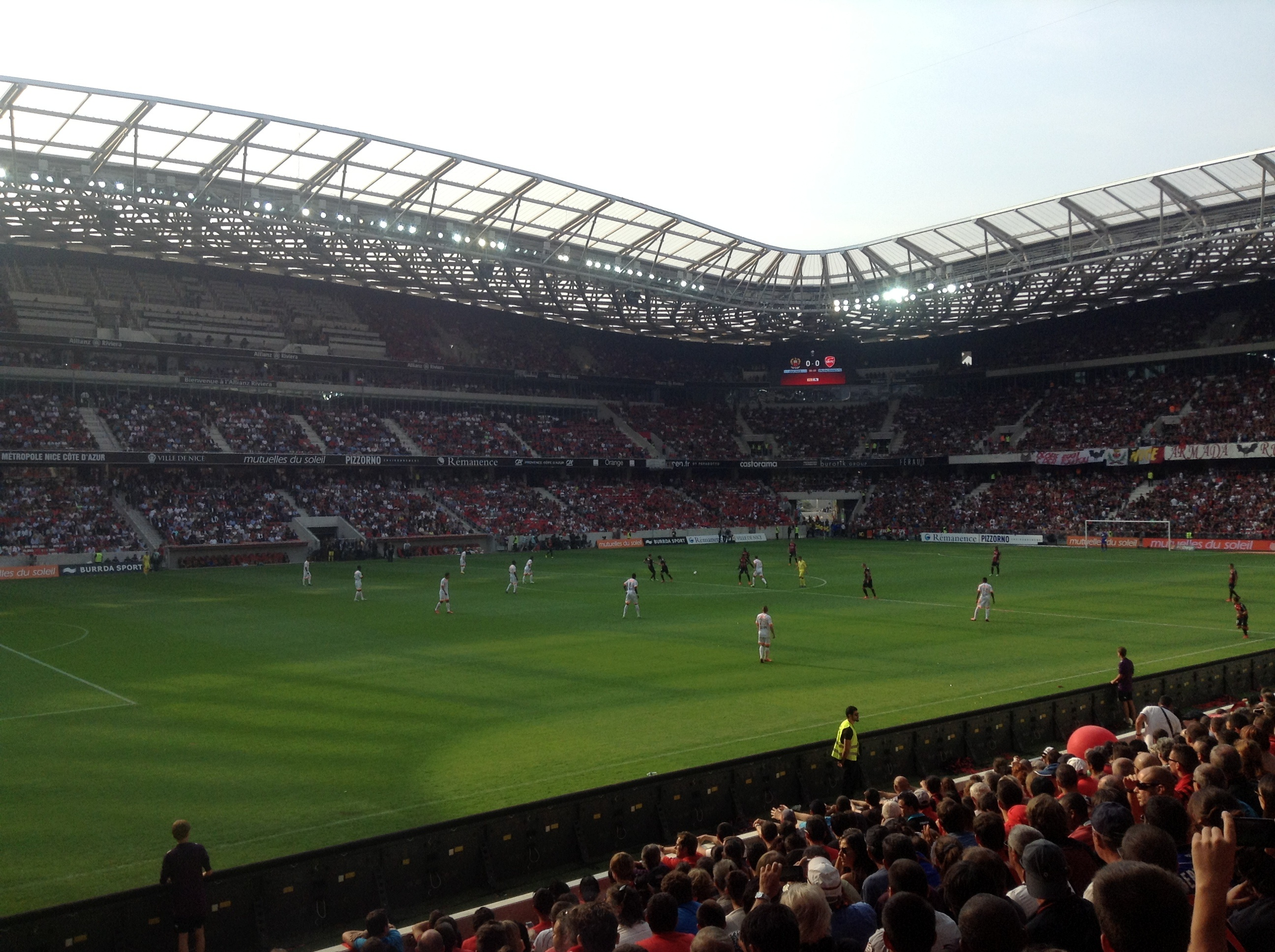
Le coup d'envoi du premier match à l'Allianz Riviera le 22 septembre 2013.

En septembre 2013, l'OGC Nice quitte le stade du Ray pour devenir le club résident de l'Allianz Riviera. Le 3 septembre 2013, le cœur de la pelouse du stade du Ray est symboliquement transplanté au centre de la pelouse de l'Allianz Riviera. Le nom des tribunes Ray et Populaire Sud rappelle également l'ancien stade.
La rencontre inaugurale de l'Allianz Riviera se déroule le 22 septembre 2013 : l'OGC Nice affronte le Valenciennes Football Club (4 buts à 0), à l'occasion de la 6e journée de la saison 2013-2014 de Ligue 1. Le match se joue à guichets fermés et le vieux record d'affluence pour un match à domicile de l'OGC Nice qui remontait à 1952 est largement battu. Darío Cvitanich est le premier buteur de l'histoire du nouveau stade en ouvrant la marque sur penalty avant qu'Éric Bauthéac n'augmente la marque sur action de jeu, puis Christian Brüls de la tête, et enfin le niçois Alexy Bosetti. La présence de Patrick Bruel, supporter notoire du PSG, venu interpréter trois chansons, déclenche la bronca du public,. Un feu d'artifice clôt la journée.
Le 2 août 2014, l'OGC Nice affronte le FC Barcelone en match amical (match nul 1-1).

#### Équipe de France masculine de football
Le 1er juin 2014, l'équipe de France de football affronte le Paraguay en match amical de préparation avant la Coupe du monde de football 2014 au Brésil devant 35 200 spectateurs, établissant ainsi un nouveau record d'affluence pour le stade. La rencontre, qui se termine par un score nul de 1-1 (Griezmann 82e, Caceres 87e), est suivie par 7,431 millions de téléspectateurs sur TF1. L'équipe de France n'avait plus joué à Nice depuis 44 ans.
Le 8 octobre 2015, l'équipe de France de football affronte l'Arménie en match amical. La France s'impose 4-0 (Griezmann 35e, Cabaye 55e, Benzema 78e et 79e).
La France affronte l'Italie le 1er juin 2018, en match de préparation pour le Mondial 2018 pour une victoire des Bleus 3-1.
Le 2 juin 2021, pour son premier match de préparation (disputé à huis clos en raison de la pandémie de Covid-19) au Championnat d'Europe de football 2020, l’équipe de France s’impose 3-0 face au Pays de Galles, rapidement réduit à dix après l'expulsion de Williams. Trois buts signés Kylian Mbappé, Antoine Griezmann et Ousmane Dembélé. Antoine Griezmann marque son quatrième but en quatre matchs joués à l'Allianz Riviera. Karim Benzema fait son retour en sélection nationale à l'issue de cette rencontre, cinq ans et demi après son dernier match à Nice face à l'Arménie. Le 18 novembre 2023, l'Allianz Riviera accueille le match France-Gibraltar comptant pour les éliminatoires de l'Euro 2024. Les Bleus s'imposent 14-0 ; il s'agit de la plus large victoire de l'histoire de l'équipe de France.
| Liste des matchs de l'équipe de France de football disputés à l'Allianz Riviera | Liste des matchs de l'équipe de France de football disputés à l'Allianz Riviera | Liste des matchs de l'équipe de France de football disputés à l'Allianz Riviera | Liste des matchs de l'équipe de France de football disputés à l'Allianz Riviera | Liste des matchs de l'équipe de France de football disputés à l'Allianz Riviera | Liste des matchs de l'équipe de France de football disputés à l'Allianz Riviera | Liste des matchs de l'équipe de France de football disputés à l'Allianz Riviera |
| N°                                                                              | Date                                                                            | Match                                                                           | Score                                                                           | Compétition                                                                     | Affluence                                                                       |                                                                                 |
| ------------------------------------------------------------------------------- | ------------------------------------------------------------------------------- | ------------------------------------------------------------------------------- | ------------------------------------------------------------------------------- | ------------------------------------------------------------------------------- | ------------------------------------------------------------------------------- | ------------------------------------------------------------------------------- |
| 1                                                                               | 1er juin 2014                                                                   | France - Paraguay                                                               | 1 - 1                                                                           | Match amical                                                                    | 35 200                                                                          |                                                                                 |
| 2                                                                               | 8 octobre 2015                                                                  | France - Arménie                                                                | 4 - 0                                                                           | Match amical                                                                    | 32 136                                                                          |                                                                                 |
| 3                                                                               | 1er juin 2018                                                                   | France - Italie                                                                 | 3 - 1                                                                           | Match amical                                                                    | 34 500                                                                          |                                                                                 |
| 4                                                                               | 2 juin 2021                                                                     | France - Pays de Galles                                                         | 3 - 0                                                                           | Match amical                                                                    | Huis clos                                                                       |                                                                                 |
| 5                                                                               | 18 novembre 2023                                                                | France - Gibraltar                                                              | 14 - 0                                                                          | Éliminatoires du Championnat d'Europe 2024                                      | 32 758                                                                          |                                                                                 |

#### Équipe de France féminine de football
L’Équipe de France féminine de football a affronté la sélection du Brésil le samedi 10 novembre 2018. Il s'agit du premier match de la sélection française au stade.
| Date             | Équipe 1 | Équipe 2 | Score | Compétition | Affluence |
| ---------------- | -------- | -------- | ----- | ----------- | --------- |
| 10 novembre 2018 | France   | Brésil   | 3 - 1 | Amical      | 12 073    |
| 3 décembre 2024  | France   | Espagne  | 2 - 4 | Amical      | 6 233     |

#### Euro 2016
Le 28 mai 2010, l'UEFA annonce que la France organisera le Championnat d'Europe de football 2016.
Le 20 mai 2011, le conseil fédéral de la Fédération française de football a officiellement désigné, à l'unanimité moins une voix, le Grand Stade de Nice comme l'un des stades français qui accueilleront les matchs de l'Euro 2016,.
Le 25 avril 2014, le calendrier de la compétition est dévoilé ainsi que l'attribution des différents matchs aux onze stades retenus, l'Allianz Riviera devant accueillir trois matchs de poules, les 12, 17 et 22 juin 2016, et un huitième de finale, le 27 juin 2016.
| Date         | Équipe 1   | Équipe 2        | Score | Tour               | Affluence |
| ------------ | ---------- | --------------- | ----- | ------------------ | --------- |
| 12 juin 2016 | Pologne    | Irlande du Nord | 1 - 0 | 1er tour, groupe C | 33 742    |
| 17 juin 2016 | Espagne    | Turquie         | 3 - 0 | 1er tour, groupe D | 33 409    |
| 22 juin 2016 | Suède      | Belgique        | 0 - 1 | 1er tour, groupe E | 34 011    |
| 27 juin 2016 | Angleterre | Islande         | 1 - 2 | 1/8e de finale     | 33 901    |

#### Coupe du monde féminine 2019
Le 20 mars 2015, la France obtient la Coupe du monde féminine de football 2019 et Nice fait partie des onze villes pré-sélectionnées pour recevoir des matchs.
| Date           | Heure | Équipe 1   | Résultat                | Équipe 2   | Tour                          | Affluence |
| -------------- | ----- | ---------- | ----------------------- | ---------- | ----------------------------- | --------- |
| 9 juin 2019    | 18:00 | Angleterre | 2 - 1                   | Écosse     | Groupe D                      | 13 188    |
| 12 juin 2019   | 21:00 | France     | 2 - 1                   | Norvège    | Groupe A                      | 34 872    |
| 16 juin 2019   | 15:00 | Suède      | 5 - 1                   | Thaïlande  | Groupe F                      | 9 354     |
| 19 juin 2019   | 21:00 | Japon      | 0 - 2                   | Angleterre | Groupe D                      | 13 201    |
| 22 juin 2019   | 18:30 | Norvège    | 1 - 1 a.p. 4 - 1 t.a.b. | Australie  | Huitième de finale            | 12 229    |
| 6 juillet 2019 | 17:00 | Angleterre | 1 - 2                   | Suède      | Match pour la troisième place | 20 316    |

### Jeux olympiques d'été de 2024
Le stade a été présélectionné par le comité de candidature de Paris pour les Jeux olympiques d'été de 2024. Celui-ci accueillerait des rencontres de football.

### Autres rencontres internationales
Le stade a également accueilli quelques matchs entre plusieurs sélections internationales.
| Date         | Équipe 1 | Équipe 2   | Score | Compétition | Affluence |
| ------------ | -------- | ---------- | ----- | ----------- | --------- |
| 7 juin 2017  | Italie   | Uruguay    | 3 - 0 | Amical      |           |
| 27 mars 2018 | Tunisie  | Costa Rica | 1 - 0 | Amical      | 8 918     |

À noter qu'en préparation de la saison de football 2018-2019, à l'occasion de l'International Champions Cup 2018, l’équipe de Chelsea a affronté l’Inter Milan samedi 28 juillet au stade. Les anglais s'imposent à l'issue d'une séance de penalties (1-1, 5-4 TAB).

### Rugby

#### RC Toulon: saison 2013-2014 à présent
L'enceinte niçoise accueille trois matchs du Rugby club toulonnais au cours de la saison 2013-2014 : le 5 octobre 2013 à l'occasion de la réception de l'ASM Clermont Auvergne (9e journée du Top 14), le 11 janvier 2014 contre les Cardiff Blues (match de poule de la H Cup) et enfin le 3 mai 2014 contre le Stade français (26e journée de Top 14).
Après les deux premières rencontres, la cohabitation entre footballeurs et rugbymens est discutée compte tenu des dégradations de la pelouse constatée à l'issue des matchs de rugby.
| Date             | Compétition | Équipe 1  | Équipe 2              | Score | Affluence |
| ---------------- | ----------- | --------- | --------------------- | ----- | --------- |
| 5 octobre 2013   | Top 14      | RC Toulon | ASM Clermont Auvergne | 25-19 | 33 996    |
| 11 janvier 2014  | H Cup       | RC Toulon | Cardiff Blues         | 43-20 | 31 170    |
| 3 mai 2014       | Top 14      | RC Toulon | Stade français        | 17-15 | 30 153    |
| 29 novembre 2014 | Top 14      | RC Toulon | ASM Clermont Auvergne | 27-19 | 30 448    |
| 31 janvier 2016  | Top 14      | RC Toulon | Stade français        | 23-16 | 29 414    |
| 30 avril 2016    | Top 14      | RC Toulon | Stade toulousain      | 10-12 | 27 549    |

#### Demi-finales du Top 14 2022
Le stade devait accueillir les demi-finales du Top 14 2019-2020 mais la saison est interrompue en raison de la pandémie de Covid-19, il accueille finalement celles de la saison 2021-2022.
Le vendredi 17 juin 2022, le Castres olympique (1er) affronte le Stade toulousain (4e) en demi-finale du championnat de France de Top 14, les Tarnais renversent s'imposent 24 - 18. Le lendemain dans la seconde demi-finale, le Montpellier Hérault rugby (2e) est opposé à l'Union Bordeaux Bègles (3e), il remporte la rencontre sur le score de 19 - 10.
| Date         | Équipe 1                  | Résultat | Équipe 2              | Affluence |
| ------------ | ------------------------- | -------- | --------------------- | --------- |
| 17 juin 2022 | Castres olympique         | 24 - 18  | Stade toulousain      | 35 114    |
| 18 juin 2022 | Montpellier Hérault rugby | 19 - 10  | Union Bordeaux Bègles | 34 844    |

#### Coupe du monde de rugby à XV 2023
| Date              | Équipe 1       | Équipe 2 | Score   | Tour              | Affluence |
| ----------------- | -------------- | -------- | ------- | ----------------- | --------- |
| 16 septembre 2023 | Pays de Galles | Portugal | 28 - 8  | 1er tour, poule C | 28 700    |
| 17 septembre 2023 | Angleterre     | Japon    | 34 – 12 | 1er tour, poule D | 30 500    |
| 20 septembre 2023 | Italie         | Uruguay  | 38 - 17 | 1er tour, poule A | 28 627    |
| 24 septembre 2023 | Écosse         | Tonga    | 45 - 17 | 1er tour, poule B | 33 189    |

### Concerts
| Date                            | Artiste       | Spectacle                     | Affluence                                                  | Source |
| ------------------------------- | ------------- | ----------------------------- | ---------------------------------------------------------- | ------ |
| 15 juillet 2016                 | Rihanna       | Anti World Tour               | Annulé à la suite de l'attentat du 14 juillet 2016 à Nice. |        |
| 20 juillet 2017                 | Céline Dion   | Céline Dion Live 2017         | 30 270                                                     | ,      |
| 17 juillet 2018                 | Beyoncé Jay-Z | On the Run II Tour            | 33 662                                                     | ,      |
| 22 juillet 2023 23 juillet 2023 | The Weeknd    | The After Hours Til Dawn Tour | 34 600 34 600                                              |        |
| 29 juillet 2023                 | Mylène Farmer | Nevermore 2023                | 34 000                                                     |        |
| 06 juillet 2024                 | Travis Scott  | Circus Maximus Tour           | 34 167                                                     | [ 97 ] |

## Affaires
En mars 2015, le parquet national financier ouvre une enquête préliminaire concernant le PPP du stade, l'enquête est confiée à l'Office central de lutte contre la corruption et les infractions financières et fiscales. Dans le cadre de cette affaire, le 23 juin 2015, des perquisitions sont effectuées à la mairie de Nice, à la métropole Nice-Côte d'Azur ainsi qu'en région parisienne. L'association Anticor se constitue partie civile en mai 2016. L'enquête est classée sans suite en septembre 2020 pour « absence d'infraction ».

## Dans la culture populaire
Le 21 juillet 2023, le clip du titre K-POP de Travis Scott, en collaboration avec Bad Bunny et The Weeknd, est publié. La majorité des scènes du clip sont tournées à l'intérieur du stade. Cette sortie précède le double concert de The Weeknd qui a lieu dans ce même stade le lendemain.